# Chapelet basque
 (octobre 2015).
Si vous disposez d'ouvrages ou d'articles de référence ou si vous connaissez des sites web de qualité traitant du thème abordé ici, merci de compléter l'article en donnant les références utiles à sa vérifiabilité et en les liant à la section « Notes et références ».
Le chapelet basque (en basque : Euskal arrosarioa) est un chapelet traditionnel du Pays basque.

## Chapelet basque traditionnel
C'est un objet circulaire en bois ou en métal de 4 cm de diamètre environ avec un trou au milieu destiné à introduire un doigt.
Comme tous les chapelets, son but est de permettre à un fidèle de la religion catholique de compter le nombre de prières récitées.
Au sommet, se trouve une croix (souvent à 4 branches égales) symbolisant la prière du Notre Père. Sur le pourtour, 10 petites sphères également réparties symbolisant chacune celle du Je vous salue Marie.
Le fidèle introduit un doigt dans l'ouverture au centre et positionne son pouce sur la croix au sommet. Il récite un Notre Père (Gure Aita), puis il déplace son pouce sur la première petite sphère. Il récite ensuite des Je vous salue Marie (Agur Maria) et avance d'une sphère après chaque prière.

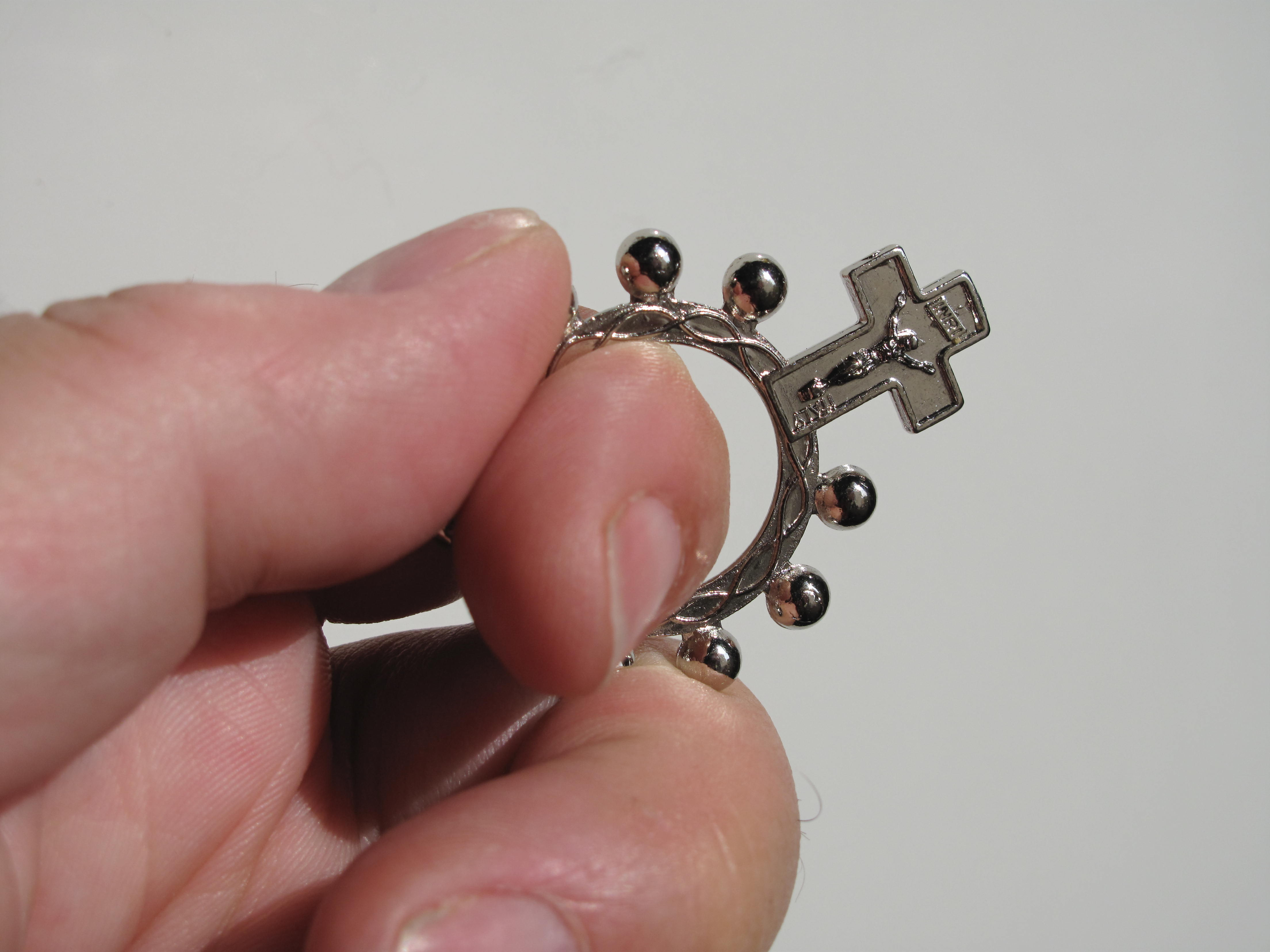
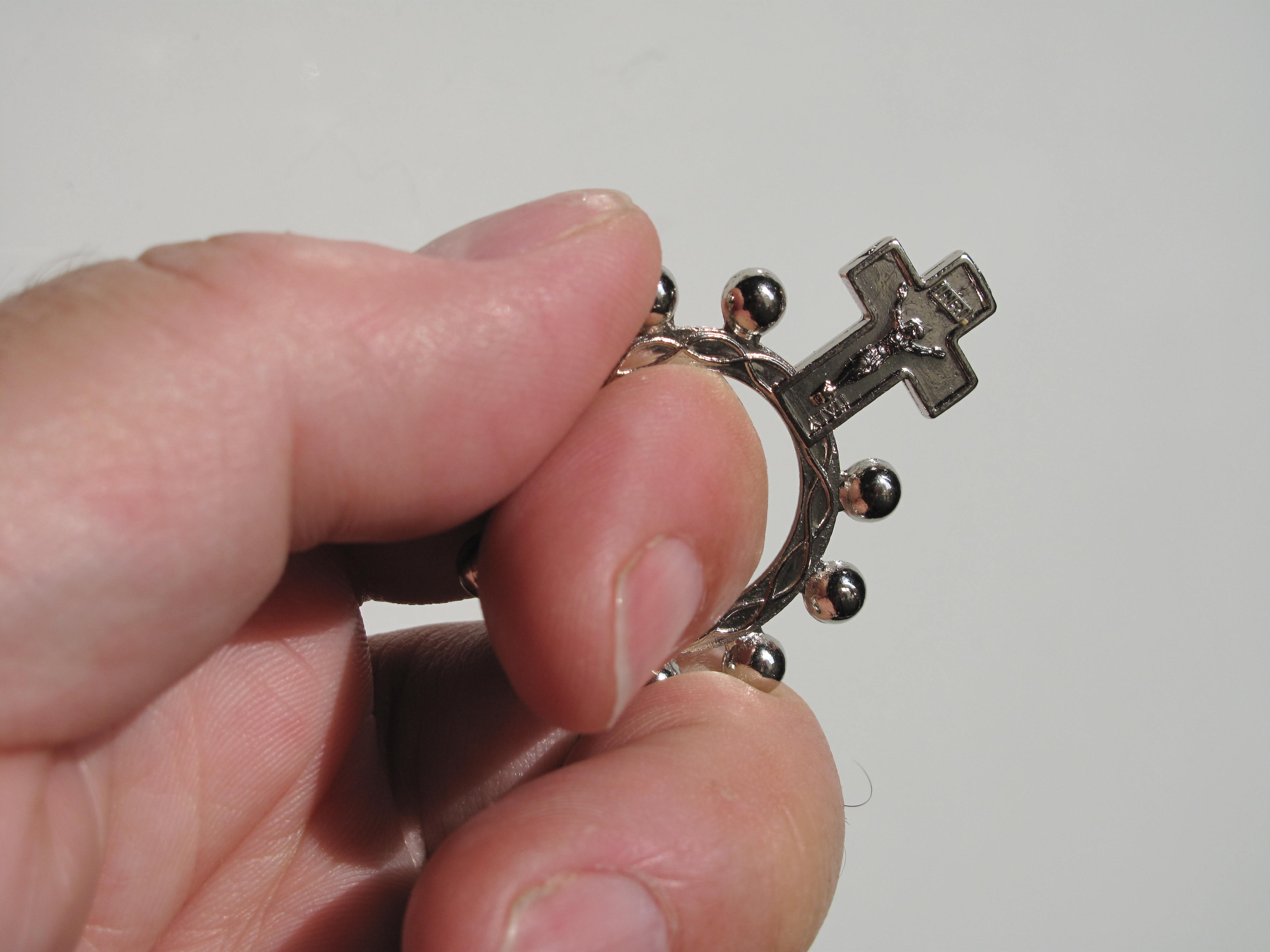
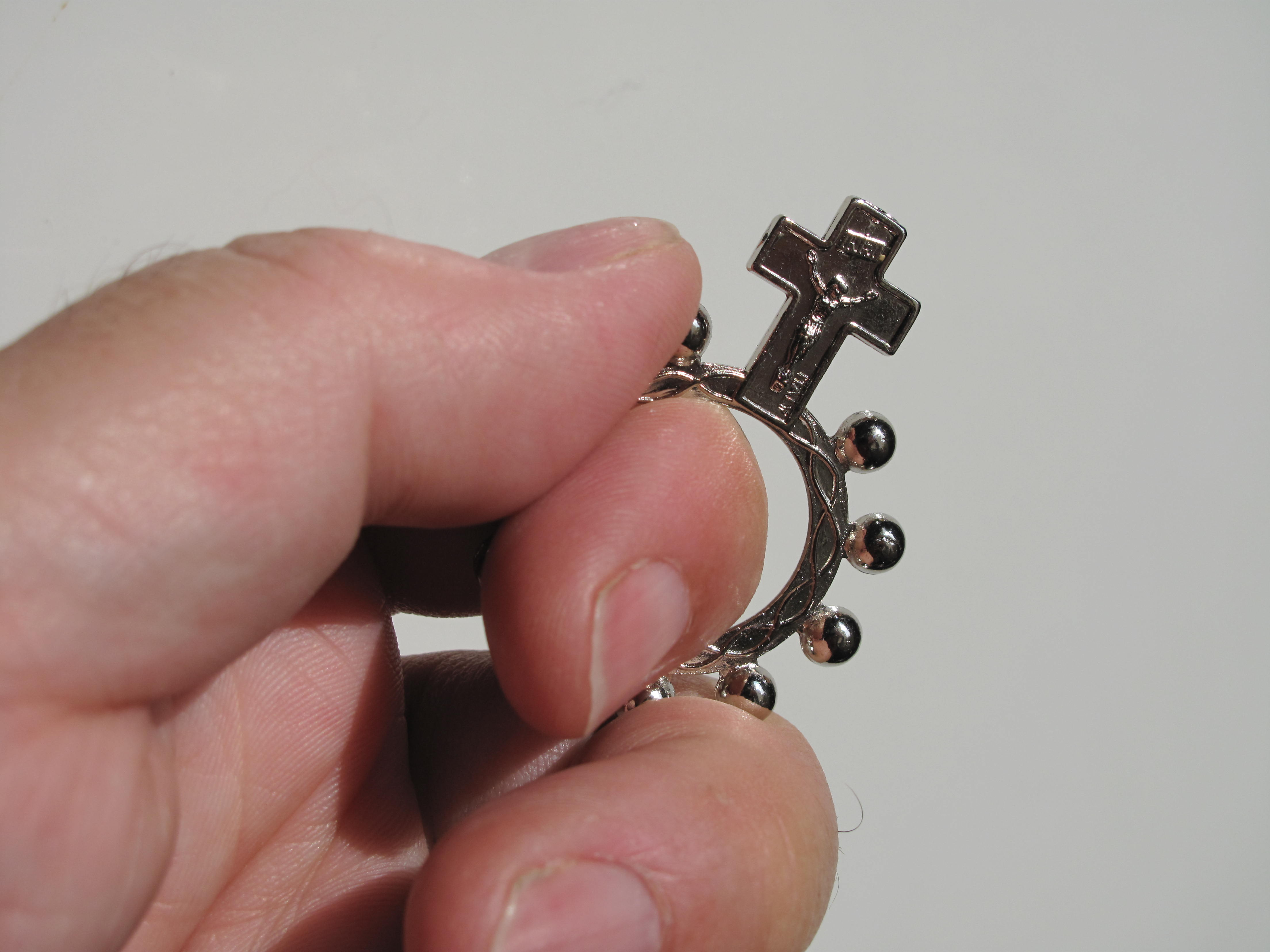

## Chapelet basque en joaillerie

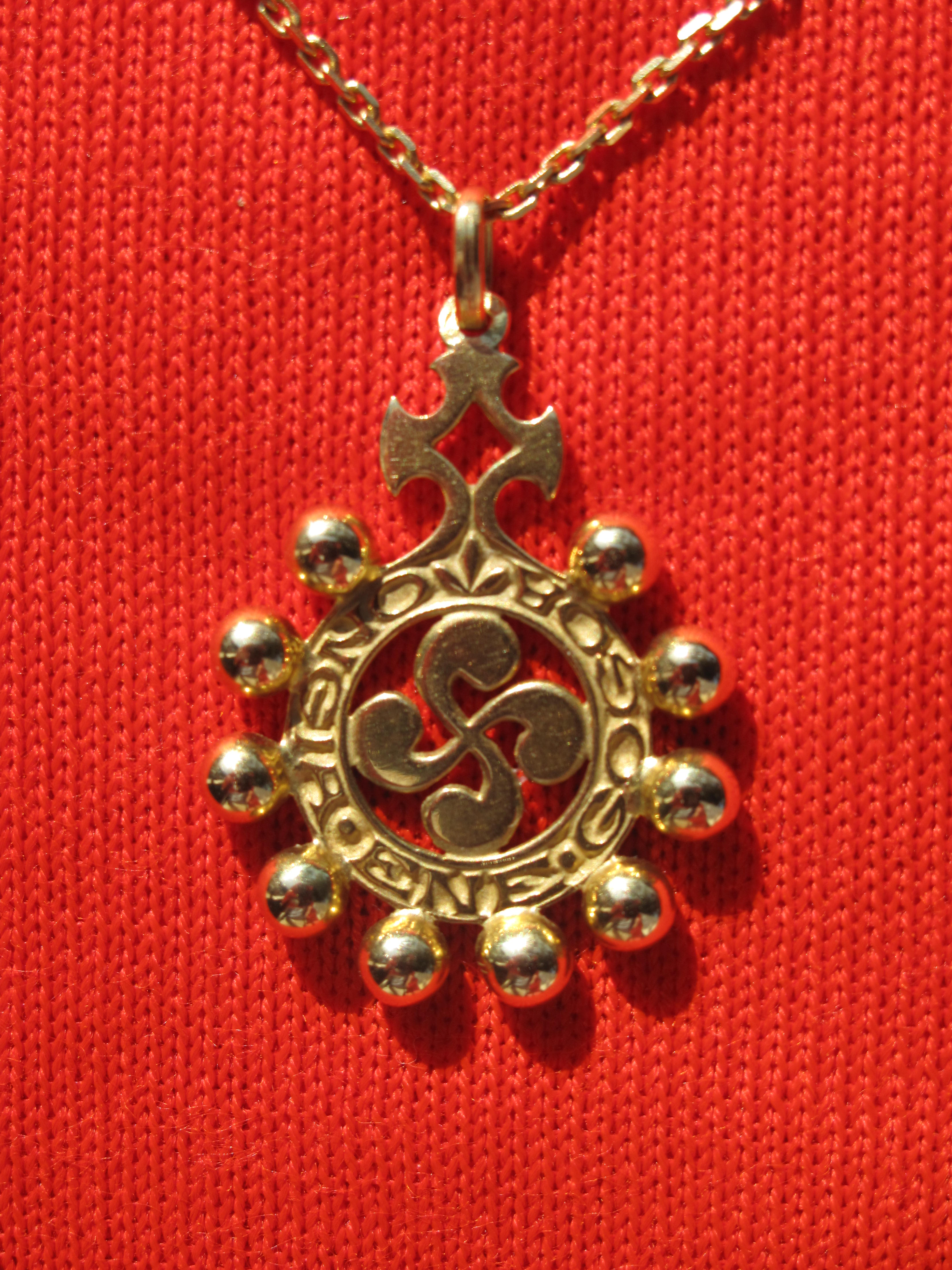
Chapelet basque en bijou.

Le chapelet basque est un simple bijou, en or ou en argent, de 1 à 4 cm de diamètre. Porté avec une chaînette autour du cou.
L'ouverture centrale est souvent remplacée par un motif tel que la croix basque (Lauburu).
Il est orné parfois d'une devise telle que Ongia ene gogoa (« Faire le bien est mon culte »).

## Autres chapelets en anneau

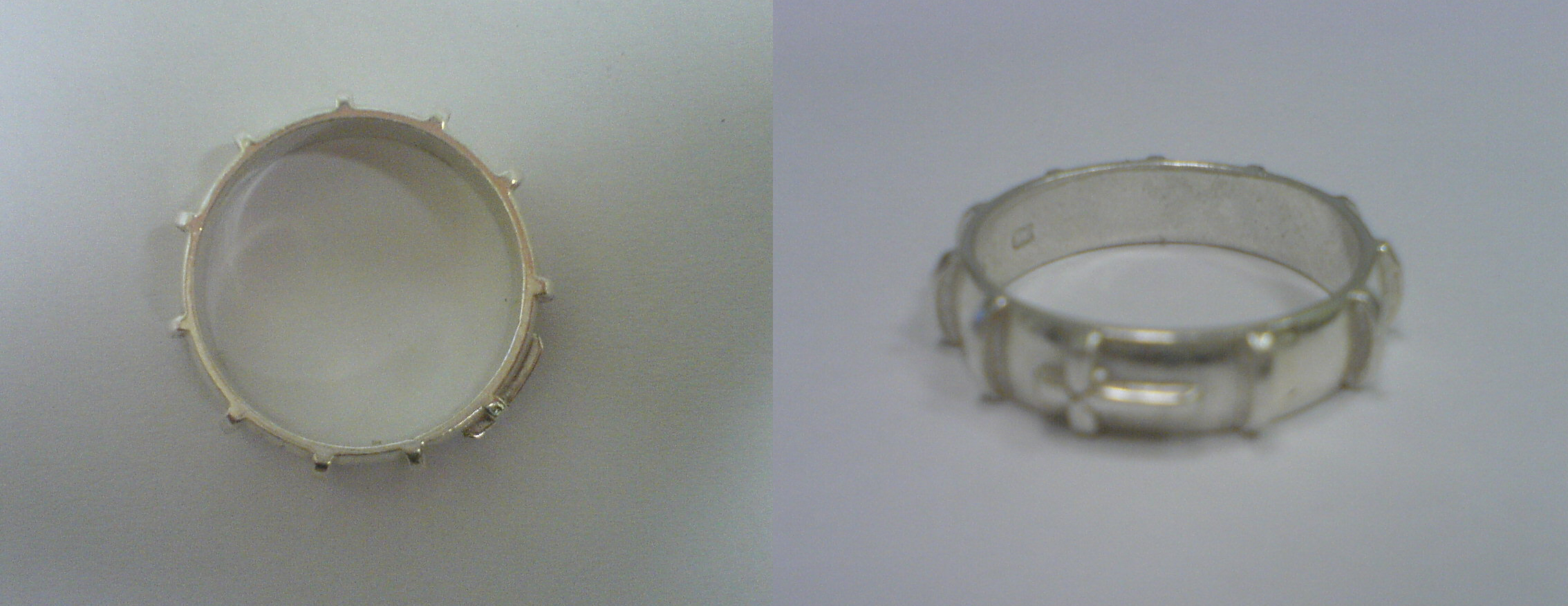
Chapelet d'origine russe.

D'autres cultures utilisent des chapelets en anneau, notamment en cas de persécutions religieuses, car ces chapelets sont beaucoup plus petits que les chapelets traditionnels et peuvent donc être facilement dissimulés dans des vêtements. C'était aussi le cas du chapelet irlandais ne comportant aussi que 10 grains.